# Ciclo solar 19

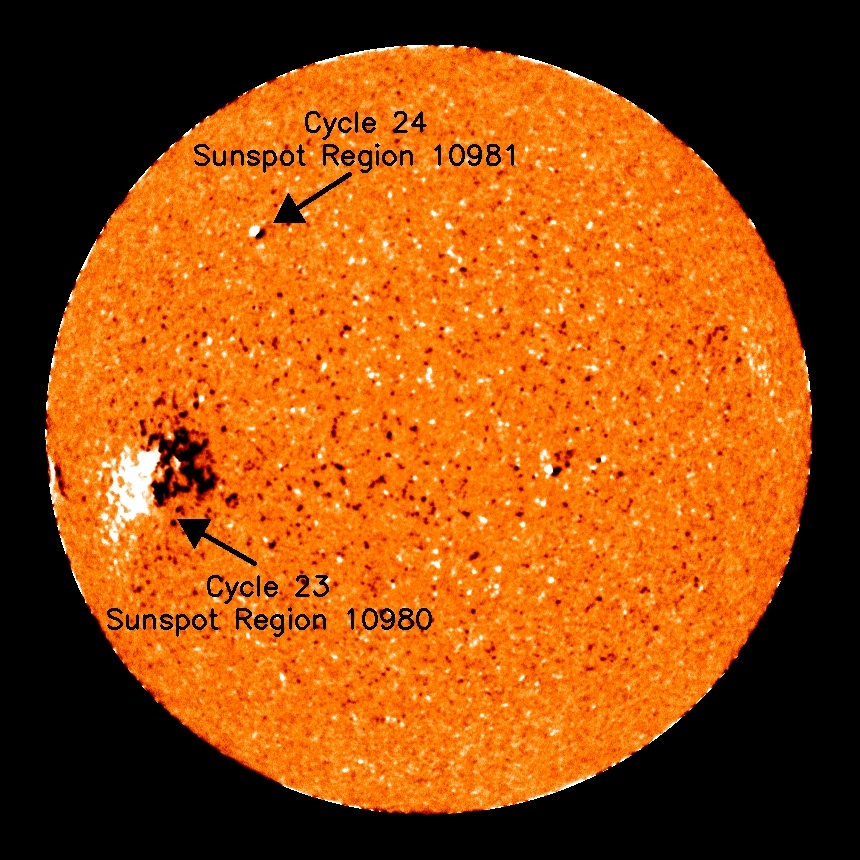
Imagem de análise de um ciclo solar.

O ciclo solar 19 foi o décimo nono ciclo solar desde o ano 1755, quando começou um extenso registro da atividade das manchas solares. O ciclo solar 19 durou dez anos e meio, começando em abril de 1954 e terminando em outubro de 1964. O Ano Geofísico Internacional ocorreu no auge deste ciclo. 
O número máximo de manchas solares suavizadas (fórmula SIDC) observado durante o ciclo solar foi de 285,0, em março de 1958 (o mais alto já registrado), e o mínimo inicial foi de 5,1.
Durante o trânsito mínimo do ciclo solar 19 para o 20, houve um total de 227 dias sem manchas solares. Este foi o número mais baixo desde 1850.

## Eventos extremos
Uma tempestade geomagnética em fevereiro de 1956 interferiu nas comunicações de rádio e levou a uma busca pelo submarino britânico Acheron, depois que ele perdeu o contato com o rádio.
 

A aurora vermelha intensa assustou pessoas no Hemisfério Norte, em 11 de fevereiro de 1958. Essa tempestade geomagnética causou um apagão do rádio na América do Norte.   